# 栗原市立栗原南中学校
栗原市立栗原南中学校（くりはらしりつ くりはらみなみちゅうがっこう）は、宮城県栗原市にある公立中学校である。

## 概要
生徒数減少に伴い、栗原市は学校再編を行い、瀬峰中学校と高清水中学校を統合して栗原南中学校を新設した。

## 沿革
- 2019年（平成31年）4月1日 - 瀬峰中学校と高清水中学校を統合し、新設の栗原南中学校が開校。校舎は瀬峰中学校の校舎をそのまま使用[2]

## 学区
- 旧瀬峰町内、旧高清水町内